# The Boy Who Stole a Million
The Boy Who Stole a Million (en valencià, 'El xic que va furtar un milió') és una comèdia britànica de 1960, dirigida per Charles Crichton. La pel·lícula fon rodada en exteriors en la ciutat de València, amb un repartiment d'actors i actrius internacional.

## Argument
Quan Paco s'assabenta que son pare necessita 10.000 pessetes per a pagar la reparació del seu taxi, la principal font d'ingressos dels dos, el jove ingenu decidix amprar un milió de pessetes del banc on treballa a temps parcial. Prompte les coses es compliquen més del que havia previst, i el jove comença a ser perseguit no només per la policia, sinó aparentment per tots els criminals i gent de mala vida de la ciutat, que frisen per apoderar-se dels diners. Paco emprén una fugida per tota la ciutat de València, passant per barris elegants de carrers i places amples, enmig de les festes falleres, però també per les zones més marginals i perilloses.

## Repartiment
- Maurice Reyna com a Paco
- Virgilio Teixeira com a Miguel
- Marianne Benet com a María
- Harold Kasket com a Luis
- George Coulouris com a director de Banc
- Warren Mitchell com a Pedro
- Tutte Lemkow com a Mateo
- Edwin Richfield com a porter
- Bill Nagy com a cap de la policia
- Barta Barri com a dirigent de panda de delinqüents
- Paul Whitsun-Jones com a sergent de policia
- Robert Rietti com a detectiu
- Cyril Shaps com a empleat del banc
- Xan Das Bolas com a esmolador de ganivets

## Producció
En un principi, la pel·lícula estava pressupostada en 100.000 lliures (49.500 venien de Lloyds Bank/Barclays, altres 49.500 de Paramount i 1.000 ajornades de Paramount). La pel·lícula va superar el pressupost i la resta l'hagué de posar l'avalador, Film Finances.

## Recepció

### Taquilla
La pel·lícula va suposar una pèrdua de 52.330 lliures per a Bryanston. No fon estrenada en Espanya fins a l'any 2016.